# 1st British Tour 1964 (The Rolling Stones)
1st British Tour 1964 bylo koncertní turné britské rockové skupiny The Rolling Stones, které sloužilo jako propagace debutového singlu coververze skladby "Come On". Turné bylo zahájeno koncertem v Londýně a bylo zakončeno koncertem v Bristolu.

## Setlist
Toto je nejčastější hraný seznam skladeb.
1. "Girls"
2. "Come On" (Berry)
3. "Mona" (Diddley)
4. "You Better Move On"
5. "Roll Over Beethoven" (Berry)
6. "I Wanna Be Your Man" (Lennon/McCartney)
7. "Money" (Bradford/Gordy Jr.)
8. "Memphis Tennessee" (Berry)
9. "Pretty Thing" (Dixon)
10. "I Can Tell" (Dixon)
11. "Road Runner" (McDaniel)
12. "Bye Bye Johnny" (Berry)

## Sestava
The Rolling Stones
- Mick Jagger – zpěv, harmonika, perkuse
- Keith Richards – kytara, doprovodný zpěv
- Brian Jones – kytara, harmonika, doprovodný zpěv, perkuse
- Bill Wyman – baskytara, doprovodný zpěv
- Charlie Watts – bicí

## Turné v datech
| Datum          | Město      | Stát           | Místo            |
| -------------- | ---------- | -------------- | ---------------- |
| 6. ledna 1964  | Londýn     | Velká Británie | Granada Theater  |
| 7. ledna 1964  | Slough     | Velká Británie | Adelphi Cinema   |
| 8. ledna 1964  | Maidstone  | Velká Británie | Granada Cinema   |
| 9. ledna 1964  | Kettering  | Velká Británie | Granada Theater  |
| 10. ledna1964  | Londýn     | Velká Británie | Granada Cinema   |
| 12. ledna 1964 | Londýn     | Velká Británie | Granada Cinema   |
| 14. ledna 1964 | Mansfield  | Velká Británie | Granada Cinema   |
| 15. ledna 1964 | Bedford    | Velká Británie | Granada Cinema   |
| 19. ledna 1964 | Coventry   | Velká Británie | Coventry Theater |
| 20. ledna 1964 | Londýn     | Velká Británie | Granada Cinema   |
| 21. ledna 1964 | Aylesbury  | Velká Británie | Granada Theater  |
| 22. ledna 1964 | Shrewsbury | Velká Británie | Granada Theater  |
| 26. ledna 1964 | Leicester  | Velká Británie | De Montfort Hall |
| 27. ledna 1964 | Bristol    | Velká Británie | Colston Hall     |